# Роберта Мецола
Роберта Мецола (на малтийски: Roberta Metsola Tedesco Triccas) е малтийска политическа деятелка. Член е на Националистическата партия.
Тя е председател на Европейския парламент от 18 януари 2022 г., най-младият политик и третата жена на тази длъжност. Преди това е първи заместник-председател на Европейския парламент (2020 – 2022). Тя е евродепутат от Малта от 2013 г., член е на групата Европейска народна партия (Християнско-демократична група).

## Биография
Родена е в Сент Джулианс, Малта на 18 януари 1979 г.
През 2003 г. завършва Юридическия факултет на Малтийския университет, където учи европейско право и политика. През 2003 – 2004 години получава следдипломно образование в частния колеж College of Europe в Брюге, където пак учи европейско право. Тя е заместник-председател (2000 – 2002) и после генерален секретар (2002 – 2003) на организацията „Европейски студенти демократи“ (European Democrat Students, EDS)..
От 2004 до 2012 г. Мецола работи в постоянното представителство на Малта към Европейския съюз като аташе по правно и съдебно сътрудничество и глава на отдела за правосъдие и вътрешни работи. През 2012 – 2013 г. е юрисконсулт към върховния представител на Съюза по външните работи и политиката по безопасност Катрин Аштън.
На 25 април 2013 г. става депутат в Европейския парламент, като сменя Саймън Бусутил (Simon Busuttil), избран за депутат в Парламента на Малта на парламентарните избори през март 2013 г. Там е заместник-председател на Комитета по петиции на Европейския парламент (2014 – 2019).
На 12 ноември 2020 г. е избрана за първи заместник-председател на Европейския парламент, като сменя Мейрид Макгинес (Mairead McGuinness), която е избрана за европейски комисар по финансова стабилност, финансови услуги и съюза на капиталовите пазари (European Commissioner for Financial Stability, Financial Services and the Capital Markets Union) на мястото на Фил Хоган в Комисията на фон дер Лайен. След смъртта на председателя на Европейския парламент Давид Сасоли на 11 януари 2022 г. временно изпълнява неговите задължения. На 18 януари е избрана за председател на ЕП, след като получава 458 гласа от 690 на тайно дистанционно гласуване. Участват 4 кандидати: шведката Алис Кунке (от Зелените – Европейски свободен алианс), испанката Сира Рего (Sira Rego) и полякът Косма Злотовски.

## Личен живот
През 2005 г. се омъжва за финландския политик Уко Мецола (Ukko Metsola), член на партията Национална коалиция, генерален директор на The Cruise Lines International Association (CLIA) за Европа, изпълнителен директор на Royal Caribbean International.
Съпрузите участват в изборите за европейски парламент през 2009 г., като стават първата брачна двойка, чийто членове се кандидатират от различни държави членки на ЕС. Имат 4 деца.